# 原田町 (薩摩川内市)
原田町（はらだちょう）は、鹿児島県薩摩川内市の町。旧川内市原田町。郵便番号は895-0074。人口は620人、世帯数は325世帯（2020年10月1日現在）。原田町の全域で住居表示を実施している。

## 地理

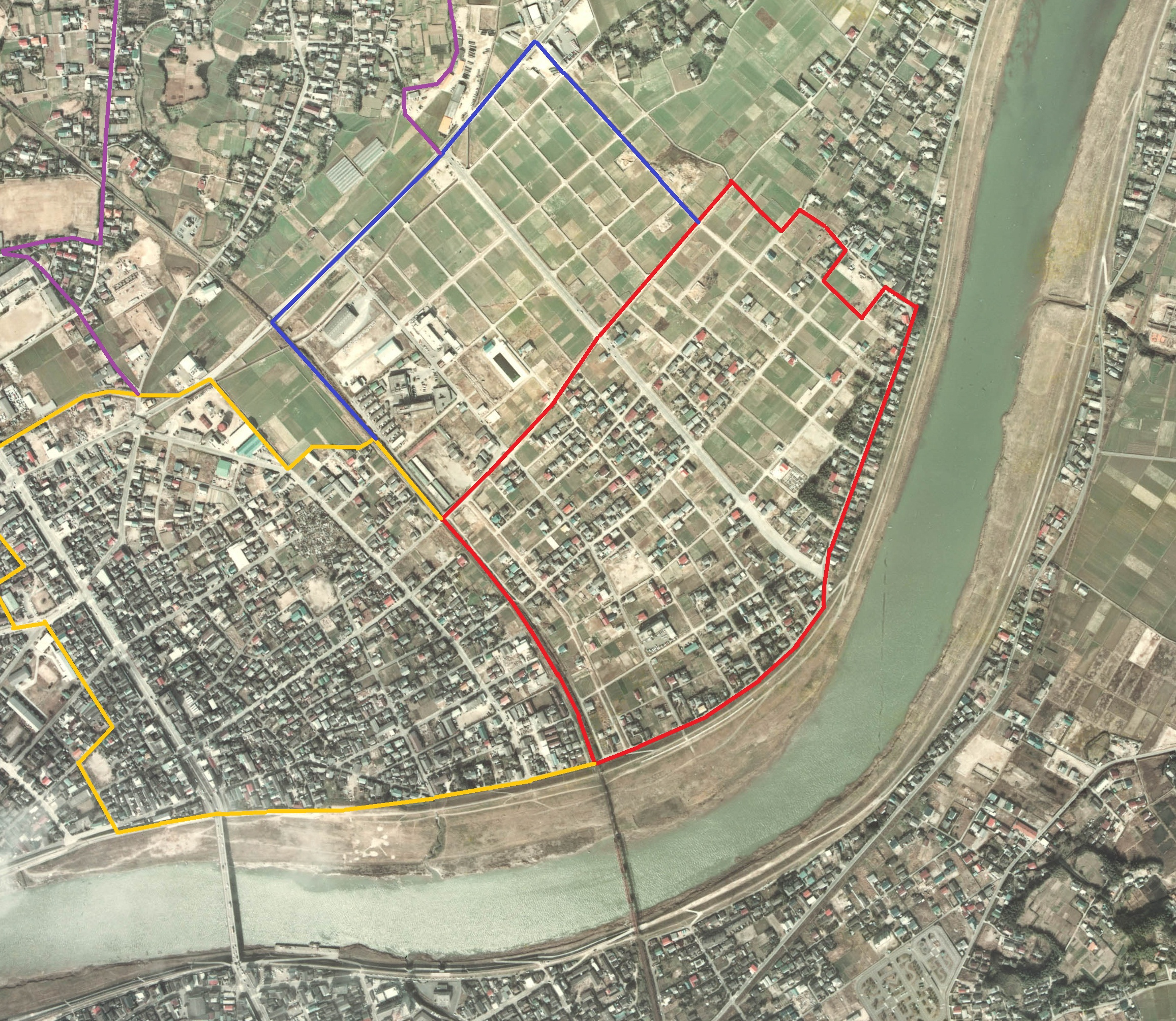
青色の枠内が原田町の区域である。

薩摩川内市の西部、川内川の下流域に位置している。字域の北方に西方にかけては国分寺町、南方には東大小路町、大小路町、東方には中郷がそれぞれ接している。
字域の北端には国道267号が通っており、北部を南北に九州新幹線の高架が通過し、東端には肥薩おれんじ鉄道線が通っている。南部には薩摩川内警察署、済生会川内病院が所在している。

### 町名の由来
原田町という町名は付近にあった中郷町の旧小字名「原田」に由来する。

## 歴史
1981年（昭和56年）に川内市大小路町及び中郷町の各一部より分割され、川内市の町名「原田町」として設置された。1992年（平成4年）に原田町の一部が中郷一丁目及び中郷二丁目の一部となった。
2004年（平成16年）10月12日に川内市、東郷町、入来町、祁答院町、樋脇町、下甑村、上甑村、鹿島村、里村が新設合併し薩摩川内市が設置された。この市町村合併に伴い設置された法定合併協議会において川内市の町・字については「現行通りとする。」と協定されたため、名称の変更は行われずに薩摩川内市の町となった。

### 町域の変遷
| 変更後             | 変更年             | 変更前           |
| ------------------ | ------------------ | ---------------- |
| 原田町（新設）     | 1981年（昭和56年） | 大小路町（一部） |
| 原田町（新設）     | 1981年（昭和56年） | 中郷町（一部）   |
| 中郷一丁目（新設） | 1992年（平成4年）  | 原田町（一部）   |
| 中郷二丁目（新設） | 1992年（平成4年）  | 原田町（一部）   |

## 人口
以下の表は国勢調査による小地域集計が開始された1995年以降の人口の推移である。
| 年                 | 人口 |
| ------------------ | ---- |
| 1995年（平成7年）  | 362  |
| 2000年（平成12年） | 408  |
| 2005年（平成17年） | 529  |
| 2010年（平成22年） | 486  |
| 2015年（平成27年） | 485  |
| 2020年（令和2年）  | 620  |

## 施設

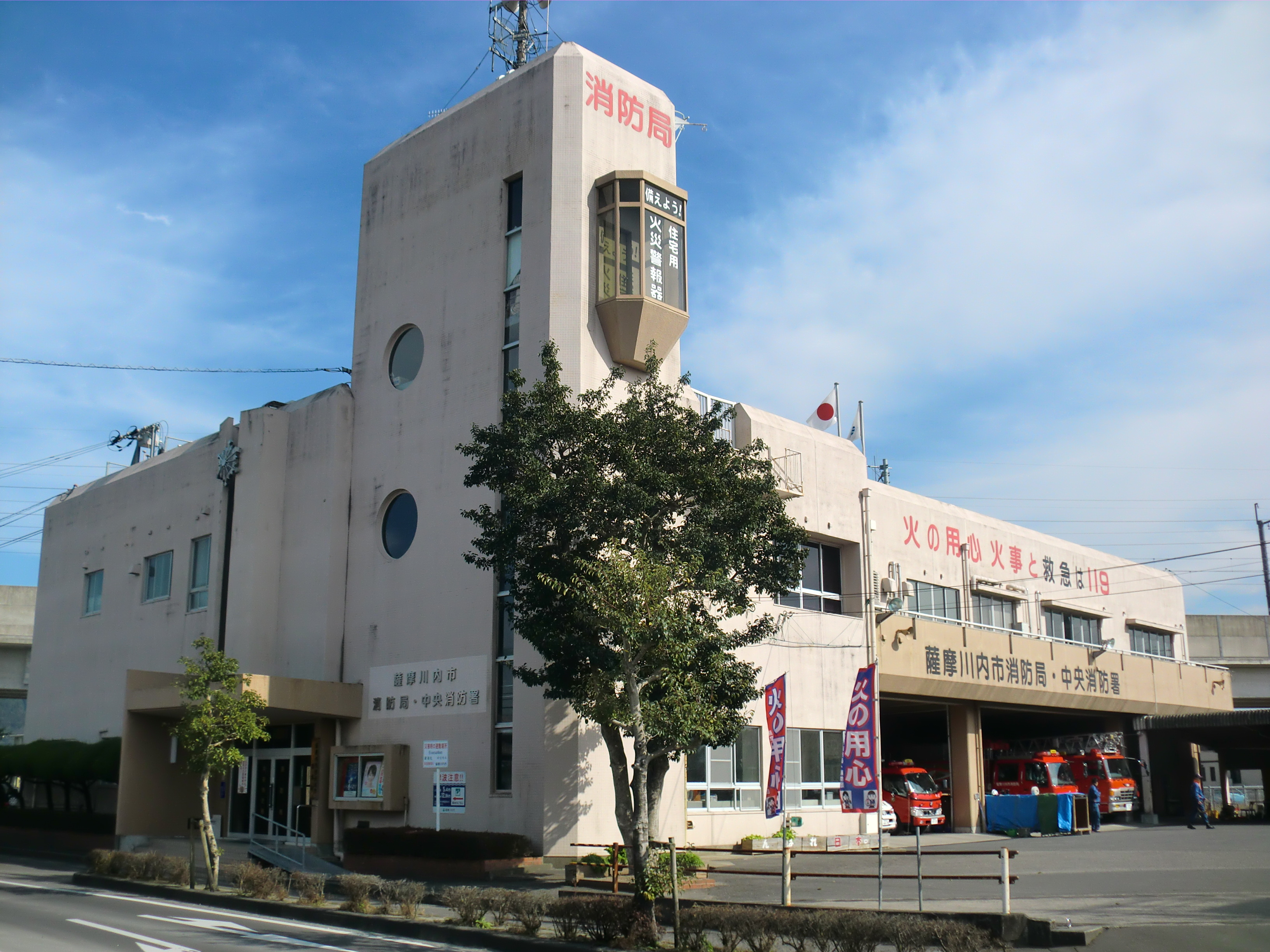
薩摩川内市水道局（旧・薩摩川内市消防局（中央消防署））

### 公共
- 鹿児島県警察薩摩川内警察署[16]
- 薩摩川内市水道局[17]
- 川内プール[18]

### 教育
- チャイルドルーム・マミィ[19]

### 医療
- 済生会川内病院

## 小・中学校の学区
市立小・中学校に通う場合、学区（校区）は以下の通りとなる。
| 町丁   | 番地 | 小学校                 | 中学校                   |
| ------ | ---- | ---------------------- | ------------------------ |
| 原田町 | 西部 | 薩摩川内市立可愛小学校 | 薩摩川内市立川内北中学校 |
| 原田町 | 東部 | 薩摩川内市立育英小学校 | 薩摩川内市立川内北中学校 |

## 交通

### 道路
一般国道
- 国道267号

### 鉄道
字域の東端を肥薩おれんじ鉄道線が通っているが字域内には駅はなく、最寄駅は川内駅もしくは上川内駅である。